# Карл Людвіг Зігель
Карл Людвіг Зігель (31 грудня 1896 — 4 квітня 1981) — німецький математик, який спеціалізувався на аналітичній теорії чисел. Відомий, серед іншого, внеском у теорему Туе — Зігеля — Рота в діофантовому наближенні, метод Зігеля, лему Зігеля та формулу маси Зігеля для квадратичних форм. Його назвали одним із найвизначніших математиків XX століття.
Андре Вейль без вагань назвав Зігеля найвидатнішим математиком першої половини XX століття. Атле Сельберг сказав про Сігеля та його роботу:
Він був, мабуть, найбільш вражаючим математиком, якого я зустрічав. Я б сказав, у певному сенсі, нищівно. Те, що робив Зігель, зазвичай здавалося неможливим. Крім того, після того, як це було зроблено, воно все одно здавалися майже неможливим.

## Життєпис
Народився в Берліні. 1915 року вступив до Університету Гумбольдта в Берліні, де вивчав математику, астрономію та фізику. Серед його вчителів були Макс Планк і Фердинанд Георг Фробеніус, вплив яких змусив молодого Зігеля покинути астрономію та звернутись до теорії чисел. Його найвідомішим учнем був Юрген Мозер, один із засновників теорії КАМ (Колмогоров — Арнольд — Мозер), яка лежить в основі теорії хаосу. Іншим видатним учнем був теоретик чисел Курт Малер.
Був антимілітаристом, і 1917 року, під час Першої світової війни, його направили до психіатричного інституту як відмовника від військової служби з переконань. З його слів, він витримав це лише завдяки підтримці Едмунда Ландау, батько якого мав клініку поруч. Після закінчення Першої світової війни вступив до Геттінгенського університету, де навчався під керівництвом Ландау, який був керівником його докторської дисертації (доктор філософії 1920 року). Залишився в Геттінгені викладачем і асистентом; у цей період опубліковано багато його новаторських результатів. 1922 року призначений професором Франкфуртського університету Гете як наступник Артура Моріца Шенфліса. Зігель, який виступав проти нацизму, був другом доцентів Ернста Геллінгера та Макса Дена і використовував свій вплив, щоб допомогти їм. Це завадило призначенню Зігеля наступником на кафедрі Костянтина Каратеодорі в Мюнхені. У Франкфурті разом з Деном, Геллінгером, Полом Епштейном та іншими він взяв участь у семінарі з історії математики, який проводився на найвищому рівні. Спогади Зігеля про часи перед Другою світовою війною містяться в нарисі в його зібранні творів.
1936 року був пленарним доповідачем на Міжнародному конгресі математиків в Осло. 1938 року повернувся до Геттінгена, звідки 1940 року емігрував через Норвегію до Сполучених Штатів. Там приєднався до Інституту перспективних досліджень у Прінстоні, де ще 1935 року провів творчу відпустку. Після Другої світової війни повернувся до Геттінгена, де 1951 року прийняв посаду професора, яку обіймав до виходу на пенсію 1959 року. 1968 року його обрано іноземним співробітником Національної академії наук США.

## Кар'єра
Праці з теорії чисел, діофантових рівнянь і небесної механіки, зокрема, принесли Зігелю численні нагороди. 1978 року він здобув першу премію Вольфа з математики, одну з найпрестижніших у цій галузі. Коли премійний комітет вирішив обрати найвидатнішого математика з живих, дискусія зосередилася навколо Зігеля та Ізраеля Гельфанда як головних кандидатів. Зрештою приз розділили між ними.
Праці Зігеля охоплюють аналітичну теорію чисел; його теорема про скінченність цілочислових точок кривих, для роду > 1 є історично важливою як головний загальний результат щодо діофантових рівнянь, коли ця галузь була нерозвиненою. Працював над L-функціями, відкривши (вважається позірним) нуль Зігеля. Його праця, заснована на круговому методі Гарді — Літлвуда на квадратичних формах, з'явилася в пізніших теоріях груп аделей, що охоплюють використання тета-функцій. Модулярні многовиди Зігеля, які описують модулярні форми Зігеля, визнано частиною теорії модулів абелевих многовидів. У всій цій праці видно структурні наслідки аналітичних методів.
На початку 1970-х років Вейль провів серію семінарів з історії теорії чисел до XX століття, де зазначив, що Зігель одного разу сказав йому, що коли перша людина виявила найпростіший випадок формули Фаульгабера, то, за словами Сігеля, «Es gefiel dem lieben Gott.» (Це було приємно дорогому Богу). Зігель глибоко вивчав історію математики і застосував свої дослідження, працюючи, наприклад, над формулою Рімана — Зігеля, яку знайшов, читаючи неопубліковані статті Рімана.

## Праці
Зігеля
- Трансцендентні числа, 1949[17]
- Аналітичні функції кількох комплексних змінних, Stevens 1949; 2008 pbk edition[18]
- Gesammelte Werke (Зібрання творів), 3 Bände, Springer 1966
- з Юргеном Мозером Лекції з небесної механіки 1971, засновані на старішій праці Vorlesungen über Himmelsmechanik, Springer 1956[19]
- On the history of the Frankfurt Mathematics Seminar (Про історію Франкфуртського математичного семінару), Mathematical Intelligencer Vol.1, 1978/9, № 4
- Über einige Anwendungen diophantischer Approximationen, Sitzungsberichte der Preussischen Akademie der Wissenschaften 1929 (sein Satz über Endlichkeit Lösungen ganzzahliger Gleichungen)
- Transzendente Zahlen, BI Hochschultaschenbuch 1967
- Vorlesungen über Funktionentheorie, 3 Bde. (auch in Bd.3 zu seinen Modulfunktionen
- Symplectic geometry (Симплектична геометрія), Academic Press, вересень 2014
- Advanced analytic number theory (Передова аналітична теорія чисел), Інститут фундаментальних досліджень Тата, 1980
- Lectures on the Geometry of Numbers. Berlin Heidelberg: Springer-Verlag. 16 листопада 1989. ISBN 978-3-540-50629-4.
- Лист Луїсу Дж. Морделлу[en], 3 березня 1964.

про Зігеля
- Harold Davenport[en]: Reminiscences on conversations with Carl Ludwig Siegel, Mathematical Intelligencer 1985, Nr.2
- Helmut Klingen, Helmut Rüssmann, Theodor Schneider: Carl Ludwig Siegel, Jahresbericht DMV, Bd.85, 1983(Zahlentheorie, Himmelsmechanik, Funktionentheorie)
- Jean Dieudonné: Article in Dictionary of Scientific Biography
- Eberhard Freitag: Siegelsche Modulfunktionen, Jahresbericht DMV, vol. 79, 1977, pp. 79–86
- Hel Braun[en]: Eine Frau und die Mathematik 1933—1940, Springer 1990 (Reminiscence)
- Constance Reid[en]: Hilbert, as well as Courant, Springer (The two biographies contain some information on Siegel.)
- Max Deuring[en]: Carl Ludwig Siegel, 31. Dezember 1896 — 4. April 1981, Acta Arithmetica, Vol. 45, 1985, pp. 93–113, online and Publications list
- Goro Shimura: «1996 Steele Prizes» (with Shimura's reminiscences concerning C. L. Siegel), Notices of the AMS, Vol. 43, 1996, pp. 1343–7, pdf
- Serge Lang: Mordell's Review, Siegel's letter to Mordell, diophantine geometry and 20th century mathematics, Notices American Mathematical Society 1995, in Gazette des Mathematiciens 1995,